# Посо, Пабло
Пабло Посо (исп. Pablo Antonio Pozo Quinteros; род. 27 марта 1973, Сантьяго) — чилийский футбольный арбитр. В свободное от судейства время работает аудитором. Владеет испанским и английским языками. Арбитр ФИФА, судит международные матчи с 2003 года. Один из арбитров розыгрыша финальной стадии Чемпионата мира 2010 в ЮАР. В среднем за игру 5,08 раза достает желтые и 0,58 раза — красные карточки, максимум — десять желтых и одна красная (Данные на июль 2010 года).